# Razi Nurullayev
Razi Nurullayev est un homme politique azerbaïdjanais, membre de VIe législature de l'Assemblée nationale d'Azerbaïdjan.

## Biographie
Razi Nurullayev est né le 1er avril 1971 dans le village de Khalfali du district d'İmişli. Il est diplômé de la faculté des langues anglais-français de l'Université des langues d'Azerbaïdjan et de la faculté de droit de l'Institut humanitaire de Russie du Sud. Il parle allemand, anglais, français et russe.

### Carrière
Razi Nurullayev est membre du Comité des droits de l'homme de l'Assemblée nationale. Il est à la tête du groupe de travail sur les relations interparlementaires Azerbaïdjan-Finlande, membre des groupes de travail sur les relations avec les parlements de la République fédérale d'Allemagne, de la Biélorussie, de la Grande-Bretagne, de la République tchèque, de la France, du Kazakhstan, du Kirghizistan, de la Moldavie, d'Ouzbékistan, de la Russie et d'Ukraine.
Il est membre de la délégation azerbaïdjanaise à l'Assemblée parlementaire Euronest, la commission de coopération parlementaire Union européenne-Azerbaïdjan.

### Famille
Razi Nurullayev est marié et a deux enfants.